# Manege de Ribaucourt

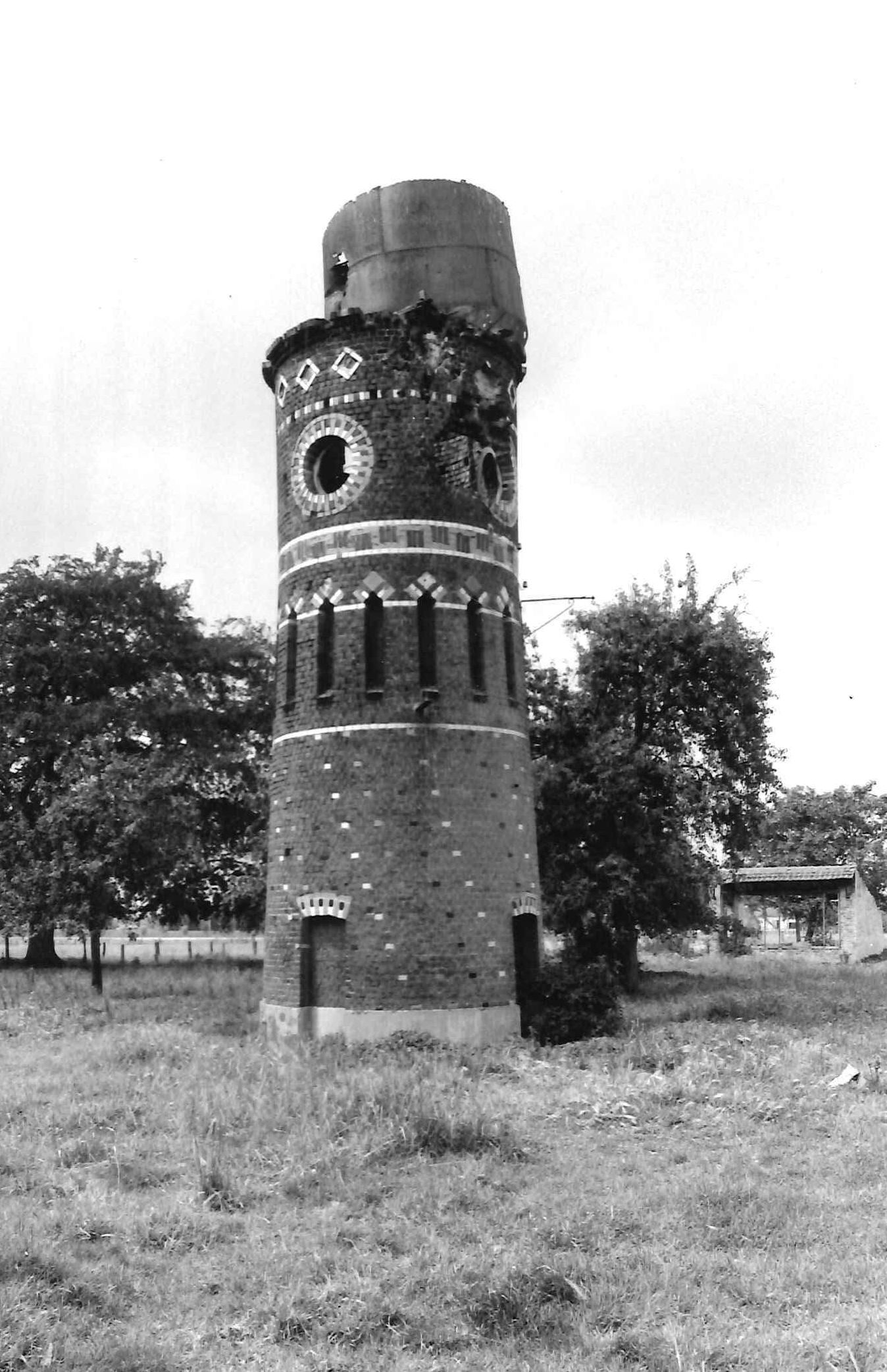
Watertoren

De Manege de Ribaucourt is een voormalige manege in de Oost-Vlaamse plaats Zulte, gelegen aan Moerbeekstraat 86.

## Geschiedenis
De manege werd omstreeks 1900 gebouwd in opdracht van de Noord-Franse graaf E. de Ribaucourt. Dit was een textielfabrikant en een liefhebber van paarden.

## Complex
Het betreft een complex van bakstenen gebouwen die gebouwd zijn in de trant van in Noord-Frankrijk gebruikelijke fabrieksarchitectuur. De manege omvat een cirkelvormige muur die midden in een weiland staat. Ook is er een watertoren en er zijn gebouwen waarin de jockeys werden ondergebracht. Een deel van de paardenstallen is gesloopt.
Naast de manege bevindt zich, op Waregemstraat 72, de Villa Salomé, die in 1912 werd gebouwd in opdracht van de graaf, ter herinnering aan de overwinning in 1911 van zijn paard Salomé.